# Loenen-Kronenburg
Pour les articles homonymes, voir Loenen.
Loenen-Kronenburg est une ancienne commune néerlandaise de la province de la Hollande-Septentrionale.
Du 1er janvier 1812 au 1er mai 1817, la commune était déjà regroupée avec Stichts Loenen pour former la première commune de Loenen, qui n'a existé que 5 ans. Vers le 1er janvier 1820, les deux communes fusionnent définitivement ; la nouvelle commune Loenen est entièrement située en province d'Utrecht.